# Amblymora strandiella
Amblymora strandiella är en skalbaggsart som beskrevs av Stefan von Breuning 1943. Amblymora strandiella ingår i släktet Amblymora och familjen långhorningar. Inga underarter finns listade i Catalogue of Life.